# Astaena rotundiceps
Astaena rotundiceps är en skalbaggsart som beskrevs av Frey 1973. Astaena rotundiceps ingår i släktet Astaena och familjen Melolonthidae. Inga underarter finns listade.